# Abhandlungen zum deutschen und europäischen Handels- und Wirtschaftsrecht
Die Schriftenreihe Abhandlungen zum deutschen und europäischen Handels- und Wirtschaftsrecht (AHW) erscheint seit 1970 im Carl Heymanns Verlag in Köln. Sie sind gegründet worden von Götz Hueck, Marcus Lutter und Wolfgang Zöllner. Die Abhandlungen werden heute herausgegeben von Peter Hommelhoff, Ulrich Noack und Marc-Philippe Weller.
Die AHW fungieren als Publikationsform für Monographien zum Unternehmensrecht. Der Schwerpunkt liegt im Gesellschaftsrecht, ohne jedoch verwandte Fachgebiete auszuschließen.
Zu den bekanntesten Wissenschaftlern, die in der Schriftenreihe veröffentlicht haben, zählen neben den Gründern und Herausgebern der Reihe unter anderem: Horst Konzen, Karsten Schmidt, Christine Windbichler, Lutz Strohn, Kaspar Frey, Heribert Hirte, Andreas Cahn, Kaspar Frey, Johann Kindl, Holger Fleischer, Georg Bitter, Tobias Tröger, Christian Kersting, Dirk Zetzsche, Tim Florstedt, Sebastian Mock oder Michael Beurskens.